# Convicted (1938)
Convicted ist ein US-amerikanischer Kriminalfilm mit Charles Quigley und Rita Hayworth aus dem Jahr 1938. Als Vorlage diente die Geschichte Face Work von Cornell Woolrich.

## Handlung
Jerry Wheeler arbeitet als Rumba-Tänzerin in einem Nachtclub. Als sie eines Abends einen ihrer Auftritte beendet, wartet auf sie hinter der Bühne die langjährige Freundin ihres Bruders Chick namens Mary Allen. Diese ist aufgewühlt und erzählt Jerry von Chicks plötzlichem Vorhaben, mit einer anderen Frau durchzubrennen. Diese Frau heiße Ruby Rose und sei an nichts anderem interessiert als an Geld und Juwelen. Um sie bei Laune zu halten, habe sich Chick in einen Gauner verwandelt und Kontakte mit der Unterwelt geknüpft. In Sorge um ihren Bruder versucht Jerry zunächst Ruby dazu zu bewegen, Chick aufzugeben. Als sich diese weigert, probiert es Jerry schließlich bei Chick, aber auch er ist nicht gewillt, die Beziehung zu Ruby zu beenden.
Als Chick seine Geliebte für die geplante Reise abholen will, findet er Ruby zu seinem Entsetzen stranguliert in ihrer Wohnung vor. Er versucht, sie sogleich wiederzubeleben, doch seine Bemühungen bleiben erfolglos. Von der Polizei überrascht, wird er zum einzigen Verdächtigen des Mordfalls. Jerry ist von der Unschuld ihres Bruders überzeugt und glaubt, dass ihn jemand in eine Falle gelockt habe. Sie ist entschlossen herauszufinden, wer tatsächlich dahinter steckt. Mit der Hilfe von Detective Burns, der auf den Fall angesetzt wurde, beginnt sie ihre Nachforschungen. Bei einer Auktion, bei der Rubys Sachen versteigert werden, erwirbt Jerry eine Spieluhr, in der sie einen versteckten Brief findet. Das Dokument warnt Ruby davor, die Stadt mit ihrem wertvollen Schmuck zu verlassen. Als Jerry die Zeilen liest, erinnert sie sich, wie Ruby ihr einst stolz ein 10.000 Dollar teures Armband gezeigt hatte. Unterschrieben wurde der Brief von Milton Militis, einem zwielichtigen Geschäftsmann, dem mehrere Nachtclubs und Rubys Apartmenthaus gehören.
Um an Militis heranzukommen, lässt sich Jerry als Tänzerin in einem von Militis Etablissements unter dem Decknamen „Angel Face“ anstellen. Als sie Militis mit seiner schmierigen Art näher kennenlernt, ist sie sich sicher, dass er der wahre Mörder ist. Sie muss es nur beweisen können. Detective Burns meint, wenn sie es schaffe, Rubys teures Armband in Militis’ Besitz zu finden, wäre es Beweis genug, ihn als Täter zu überführen. Jerry beginnt daher mit Militis zu flirten. Nicht viel später sind beide allein in seinem Apartment. Unter einem Vorwand bringt sie ihn dazu, die Wohnung kurzzeitig zu verlassen, um in der Zwischenzeit ungehindert nach dem Armband zu suchen. Doch Militis kehrt früher zurück als erwartet. Er erscheint in Begleitung von ein paar Männern, die Jerry als Schwester von Chick wiedererkennen. Ihrer wahren Identität entlarvt, muss Jerry nun um ihr eigenes Leben bangen. Glücklicherweise ließ Burns den verdächtigen Nachtclubbesitzer von einem verdeckten Ermittler überwachen, der sofort die Behörden über das Geschehen informiert. Gerade noch rechtzeitig trifft Burns vor Ort ein und rettet Jerry das Leben, als Militis verkündet, er werde sie töten wie Ruby. Mit diesem Bekenntnis wird er schließlich hinter Gitter gebracht. Chick kehrt in der Folge reumütig zu seiner alten Liebe Mary zurück und auch Jerry und Burns finden zueinander.

## Hintergrund
Innerhalb von zwei Wochen wurde der B-Film von Columbia Pictures in Kanada gedreht. Das Drehbuch von Edgar Edwards, der hier auch als Rita Hayworths Bruder Chick zu sehen ist, basiert auf der Geschichte Face Work des US-amerikanischen Autors Cornell Woolrich, der später auch die literarische Grundlage von Filmklassikern wie Zeuge gesucht (Phantom Lady, 1944) von Robert Siodmak oder François Truffauts Die Braut trug schwarz (La Mariée etait en noir, 1967) lieferte.

## Kritiken
„Was die Geschehnisse erträglich macht, ist die Schönheit von Rita Hayworth, die die Leinwand auf sehr attraktive Weise schmückt“, befand seinerzeit das Branchenblatt Boxoffice. Bosley Crowther schrieb in der New York Times, dass es „offen gesagt einige unwichtige Filme“ gebe, an die man sich „dennoch mit Wertschätzung“ erinnern sollte. Convicted werde fortan einer dieser Filme sein.